# Castelo Elcho

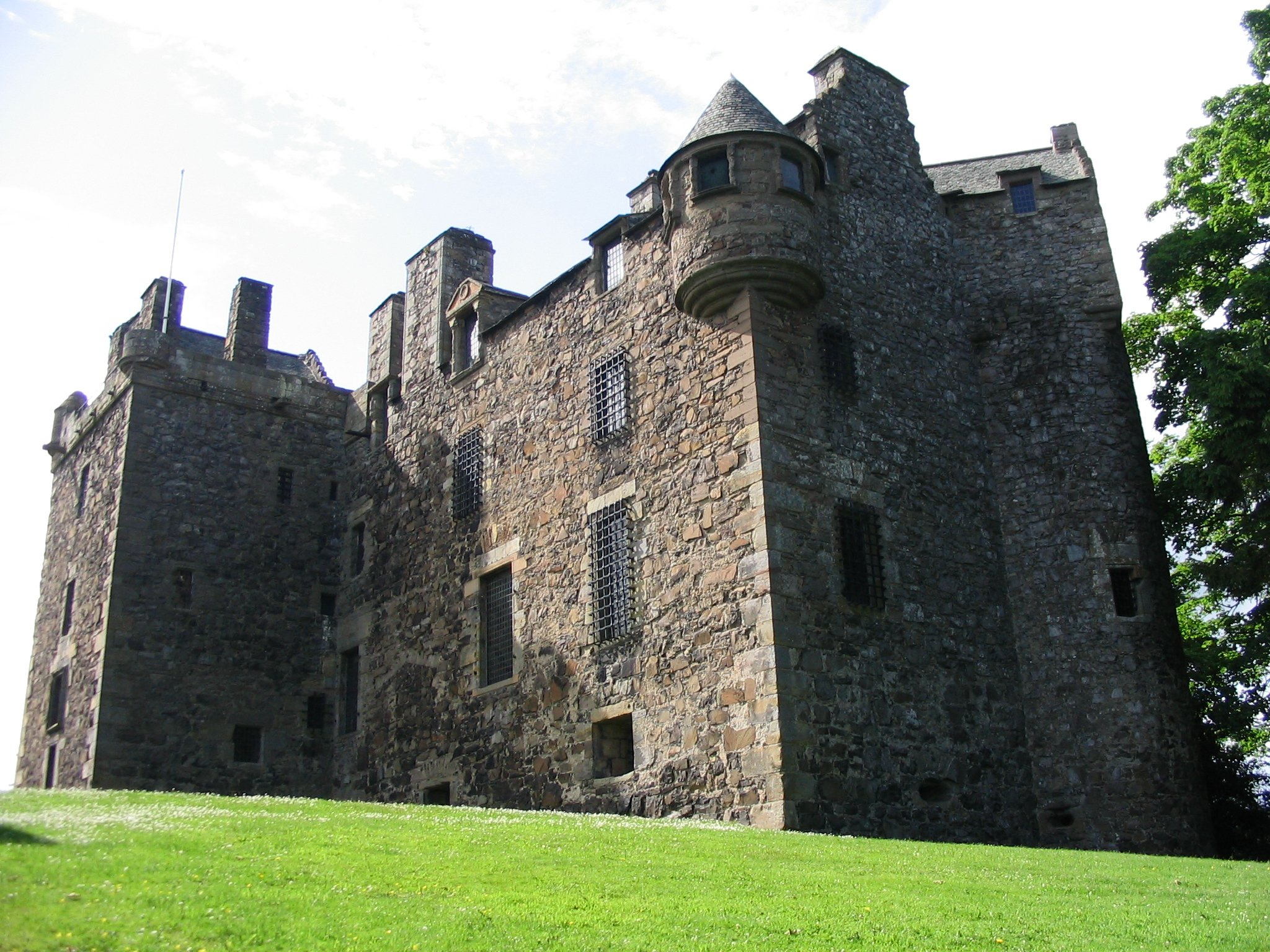
Castelo Elcho, Escócia.

O Castelo Elcho localiza-se a Nordeste de Brigde of Earn, próximo a Rhynd, na Escócia.
Trata-se de uma esplêndida mansão fortificada, que remonta ao século XVI. O conjunto destaca-se por suas três torres.